# 步槍用榴彈

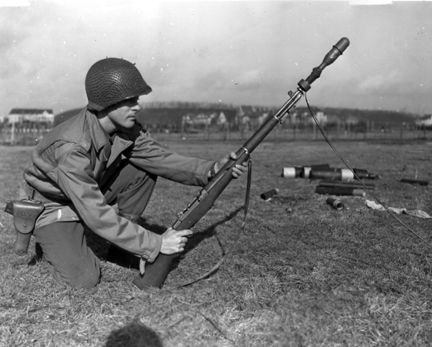
一名步兵將一枚22毫米槍榴彈裝在由M1加蘭德步槍所使用的M7槍榴彈發射器上

槍榴彈，或稱步槍用榴彈、槍口發射用榴彈，是一個由步兵使用，採用步槍作為榴彈的發射裝置的特殊火器。其目的是為了讓榴彈投射到比用手擲出的榴彈更遠的範圍，藉此增強此種武器的效能。步槍用榴彈第一次被廣範圍的實際應用是在第一次世界大戰時期，其後被使用至今。步槍用榴彈是一個廣義詞，它包含了各式各樣不同種類跟型式的彈頭，具殺傷性的彈頭包括高爆彈（High Explosive）、破片彈（Fragmentation）、燒夷彈（Incendiary）跟反戰車彈（Anti-Tank）。非殺傷性的則包括震撼彈（Concussion）、煙霧彈（Smoke）跟閃光彈（Flare）。今日，許多國家的軍隊已將此種榴彈替換成可裝在步槍外圍的榴彈發射器。

## 優點與缺點
與手榴彈相比，從步槍發射出去的榴彈有以下幾個優點：
- 有效射程更長。
- 榴彈本身可以使用更重，更大的彈頭，使其可被投射的範圍更廣。
- 在相同或更遠的投射距離下擁有更高的準確度。
- 榴彈本身可以被設為碰觸物體後直接引爆，因此擁有比設時引爆的手榴彈更強的即時性殺傷力。

不過，更重更大的彈頭使得其比起大部分手榴彈更重、更難攜帶，同時有更大的後座力。
與擁有獨立發射器的榴彈發射器相比，它有以下四個優點：
- 可以使用不同大小的彈頭以及有更多的彈頭種類可選擇。
- 它可以被任何一種步槍投射出去，只要那個步槍裝了合適的槍口或槍栓發射器。
- 發射器本身比榴彈發射器的發射裝置更輕。
- 訓練彈本身可重複使用。

槍榴彈跟榴彈發射器相比，最主要的缺點就在於較低的準確度，也無法在使用榴彈的期間使用步槍子彈攻擊。這使得榴彈發射器在日後逐漸取代了它，因為獨立的發射裝置（通常裝在步槍底下）使得戰鬥人員可快速在子彈與榴彈兩種攻擊方式之間切換。而且榴彈可長期放在發射器裡被即時性使用；較低的射速也使得發射人員的身體負擔較少，這在槍榴彈上是很難見的。

## 作用方式
早期的槍榴彈使用兩種發射方式：
- 裝置於一根能插進步槍槍管裡的尾管上；

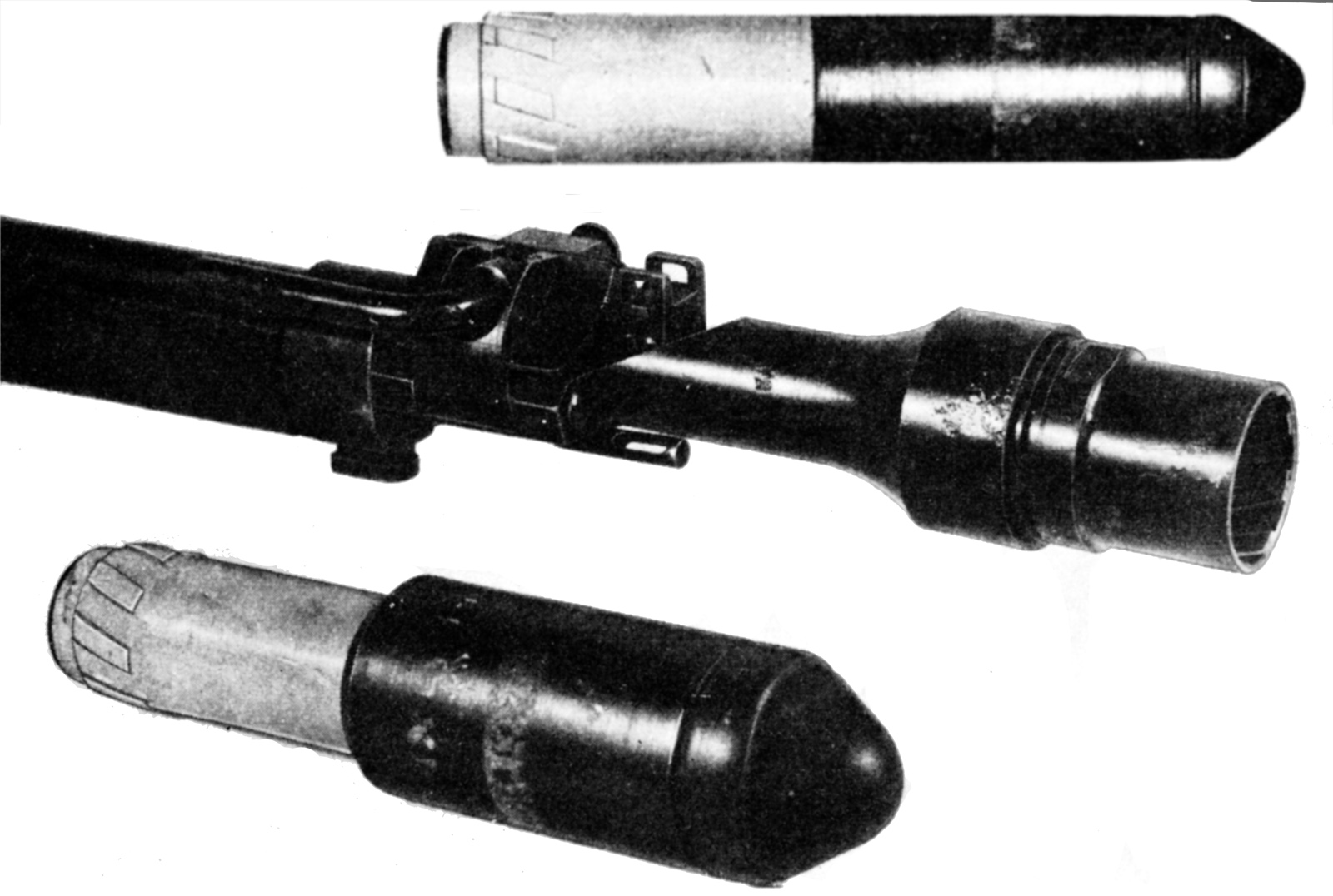
日本的二式擲彈器

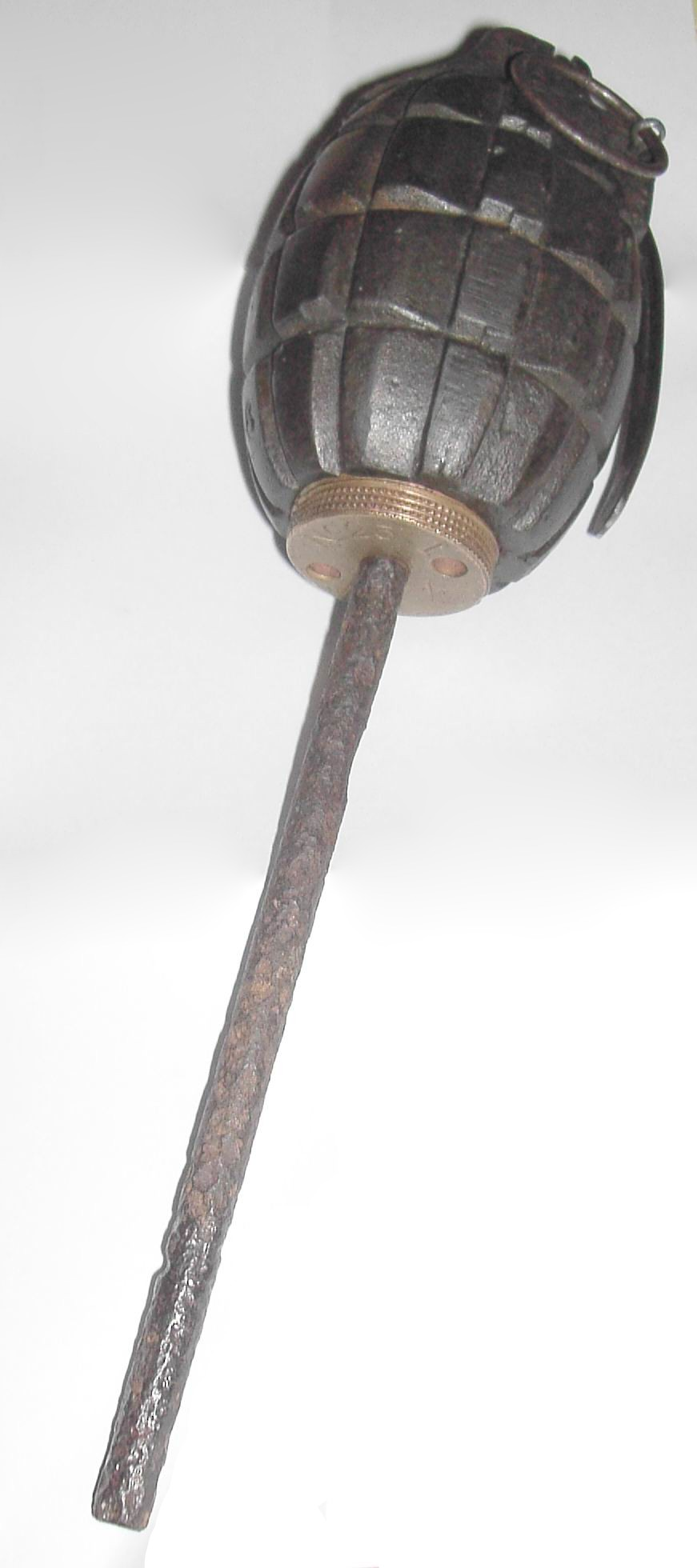
裝上尾管改裝成槍榴彈的米爾斯手榴彈

- 裝置於槍口上的一個杯形，筒形或其他特殊形狀的接合器。

前者必須使用空包彈將彈頭跟尾管推射出去。而此種作用由於被發現會對槍管造成損害，使得杯型發射器被發明出來。同時，由於必須從實彈切換到空包彈進行射擊，這方式對士兵來說不僅準備繁瑣度過高，也降低了戰鬥的效率；而且如果誤用實彈射擊槍榴彈的話會對使用者跟步槍造成嚴重的傷害。
必須使用空包彈的問題在日後被近現代的彈頭捕捉器（bullet trap）跟彈頭貫穿器（bullet through）另外兩種發射方法給解決。前者的一個例子是SIMON破障槍榴彈（SIMON breach grenade）；其讓步槍子彈彈頭在榴彈內被直接阻擋，並且利用阻擋後產生的反作用力將榴彈射擊出去。後者的例子則是用於一次世界大戰的French Viven Bessieres（VB）。其榴彈中央有一個能讓彈頭飛出去的洞，在子彈飛出榴彈時利用彈藥產生的氣體將榴彈推出去。兩者都能使用實彈，而且同樣的省去了使用空包彈的麻煩。
槍榴彈的內部機構總體上跟手榴彈差不多。不過，其殺傷方式則主要有兩種—破片裝彈，專門針對反人員；及錐形裝藥，專門針對反載具。槍榴彈可以如同手榴彈一樣被設為定時引爆，在發射出去一段時間之後再爆炸；或撞擊引爆，在彈頭碰撞物體後直接爆炸。一般而言，反人員榴彈是限時引爆，而反載具則是撞擊引爆。不過也有部分榴彈使用相反的方式。高爆彈則是較為稀有的第三種，其殺傷方式並非使用物理性的破片，而是利用爆炸時產生的能量波造成傷害。
通常，由於槍榴彈的行進表現跟步槍子彈不一樣，使用者會被給予一個有別於步槍所使用的瞄準具進行瞄準。榴彈與子彈行進表現上的不同是由於榴彈低初速跟高彈道所致，這使得榴彈的行進弧度往往較一般子彈大。大部分的槍榴彈的最大距離在180公尺左右，它們通常會從高於45°的仰角被發射出去，讓他們藉由陡峭的弧度掉進戰壕裡，或對躲在掩體背後的敵人進行打擊。高仰角也使得榴彈在空中停留更久的時間，得以讓榴彈的導線燃燒得更久，使得榴彈在抵達目標時能及時引爆。從低仰角發射則能讓榴彈藉由飛進窗戶掉進建築內或在平坦場地實施攻擊。

## 外部連結
- Type 90 Rifle Grenades
- http://www.firstworldwar.com/weaponry/graphics/serbiangrenade.jpg （页面存档备份，存于）
- Carcano Model 91/28 with Tromboncino （页面存档备份，存于）